# Billboard Global 200
Billboard Global 200（ビルボード・グローバル200）は、アメリカ合衆国の週刊誌「ビルボード」が発表する音楽チャート。これは（日本を含む）200を超える世界の国・地域からのデジタルダウンロードのセールスおよびストリーミングのデータに基づき、上位200曲をランク付けするグローバルチャートである。2020年9月より正式に開始された。

## 沿革
ビルボードは、開始の2年以上前からグローバルチャートの構想に取り組んできた。
2019年5月6日に初めてこのチャートを発表し、当初は”Global 100”として想定され年内に開始する予定だった。チャート構想の動機は、”大衆にさまざまな地域の楽曲を適時に紹介すること”と、”国際市場におけるアーティストのために公表する機会と正当な評価を与えること”だった。2020年9月14日の公式発表の際には、ビルボードは「世界のトップソングをランク付けする初めての信頼できるチャート」と評しており、全世界のストリーミングとダウンロード販売に基づいてチャートを作成することで、「地球上で最も人気のある曲を正確に垣間見ることができる」と述べている。
2020年9月15日、第1回目のチャート（2020年9月19日付）が発表された。1位を獲得した楽曲は、カーディ・B feat. メーガン・ザ・スタリオンの「WAP」であった。

## 集計

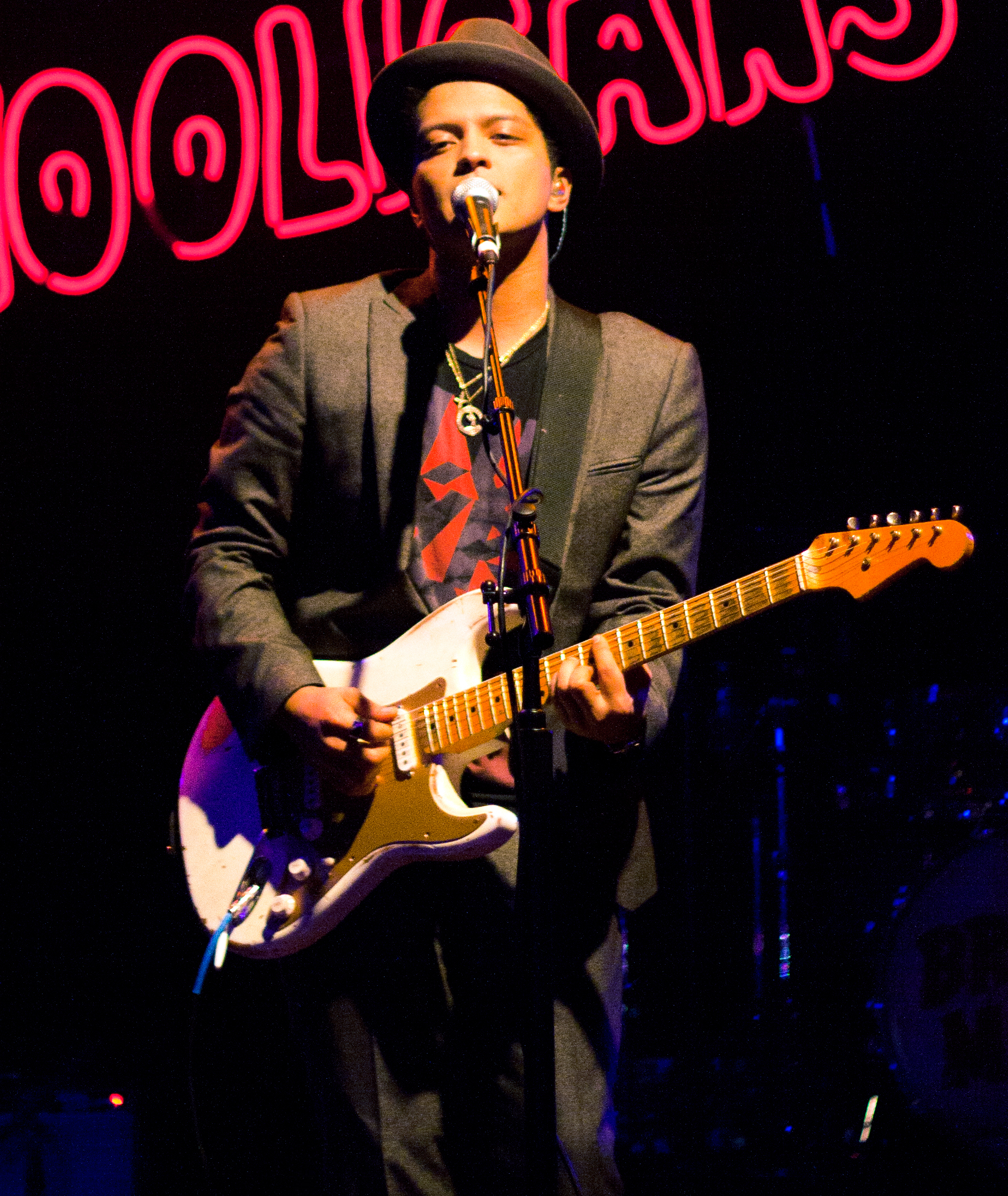
アメリカのシンガー・ソングライター、ブルーノ・マーズはGlobal 200で最長の30週1位を獲得したアーティストである。

このチャートの方法論には、200以上の地域からのセールスとストリーミングデータが含まれている。順位は、世界中の（音声及びビデオ音楽サービスの両方を含む）主要デジタル・プラットフォームにおける定額課金型（サブスクリプション）と広告支援型の両方の公式ストリーミング、そして主要音楽小売業者からのダウンロード・セールスを含んだ加重式で算出され、直販サイトからのセールスは除外される。ストリーミングは無料サブスクリプションよりも有料サブスクリプションの方が比重が大きいため、”重み付け”される。消費者が音楽ストリーミング・プラットフォームの情報を信頼できるかどうかを疑問視する、偽のストリーミングが広まっているという質問について、ビルボードは「製造されたストリーミングの重大な影響を制限するためのさまざまな監査ガイドラインを導入するために、データ提供業者と緊密に連携している。加えて、各データ提供業者は不正行為を認識し、ビルボードやMRCデータ（現：Luminate）を含むデータ提携業者に影響を与える前に見つけるための独自の予防対策を講じている」と説明した。
米国のビルボードHot 100とは異なり、Global 200には”リカレント（回帰）”ルールがないため、音楽史のどの時代の曲でもチャートインすることができる。Hot 100のリカレント・ルールでは、52週経過後に25位より下位に、または20週経過後に50位より下位に下降している曲は除外される。MRCデータによると、”ストリーミングやダウンロードのセールスと異なり、ラジオは現時点（2020年）では多くの地域で信頼できる形で算出されておらず、集計していたとしても国によっては常に行われているわけではない”ことを考慮し、”各国で系統的に算出できる指標に焦点を当てた”ため、このチャートはいかなる形のラジオ・エアプレイも組み込んでいない。そのため、このチャートはローリング・ストーン誌のTop 100に似ていると指摘されている。同誌のTop 100は米国のヒットチャートだが、同様にチャートの計算式にはセールスとストリーミングのみが組み込まれている。
このチャートは、世界市場を考慮した”収益を反映した独自の”方法論に従っている。公式チャートの方法論は以下の通り：
　・１曲のセールス ＝ プレミアム（有料）ストリーミング200回 ＝ 広告支援型（無料）ストリーミング900回
　・プレミアム・ストリーミングと広告支援型・ストリーミングの比率は1：4.5
このチャートは金曜日から木曜日までの集計週に従っている。これはMRCデータ/ニールセン・ミュージックが、当時発売したばかりの楽曲測定かつ分析プラットフォームである音楽コネクト製品を使用して集計し、毎週火曜日にBillboard.comで発表されている。

## Billboard Global Excl. U.S.
Billboard Global Excl. U.S.（ビルボード・グローバル・エクスクルーディングUS）は、"Global 200"から米国のデータを除外したチャートで、"Global 200"とともに発表される。ビルボードは2つのチャートがある理由として、「このプロジェクトの目標の一つは、人々にさまざまな地域の音楽に触れてもらうことだった。そのため、各チャートを200位まで掘り下げて米国の影響を除いた楽曲の一覧を示すことも、我々にとって非常に重要だった」と述べている。
このチャートで初めて1位を獲得した楽曲（2020年9月19日付）は、マルーマの「Hawái」だった。

## 曲の記録

### 1位獲得週数 (Global 200)
| 週数 | 曲                              | アーティスト                                | 年      | 出典   |
| ---- | ------------------------------- | ------------------------------------------- | ------- | ------ |
| 19   | All I Want for Christmas Is You | マライア・キャリー                          | 2020–25 | [ 10 ] |
| 18   | Die with a Smile                | レディー・ガガ & ブルーノ・マーズ           | 2024–25 | [ 11 ] |
| 15   | As It Was                       | ハリー・スタイルズ                          | 2022    | [ 12 ] |
| 13   | Flowers                         | マイリー・サイラス                          | 2023    | [ 13 ] |
| 12   | Apt.                            | ロゼ & ブルーノ・マーズ                     | 2024–25 | [ 14 ] |
| 11   | Stay                            | ザ・キッド・ラロイ & ジャスティン・ビーバー | 2021    | [ 15 ] |
| 10   | Ordinary                        | アレックス・ウォーレン                      | 2025    | [ 16 ] |
| 8    | Drivers License                 | オリヴィア・ロドリゴ                        | 2021    | [ 17 ] |
| 7    | Seven                           | ジョングク feat. ラトー                     | 2023    | [ 18 ] |
| 7    | Beautiful Things                | ベンソン・ブーン                            | 2024    | [ 19 ] |

### 1位獲得週数 (Global Excl. U.S.)
| 週数 | 曲                              | アーティスト                                | 年      | 出典   |
| ---- | ------------------------------- | ------------------------------------------- | ------- | ------ |
| 19   | Apt.                            | ロゼ & ブルーノ・マーズ                     | 2024–25 | [ 20 ] |
| 17   | Die with a Smile                | レディー・ガガ & ブルーノ・マーズ           | 2024–25 | [ 21 ] |
| 14   | All I Want for Christmas Is You | マライア・キャリー                          | 2021–25 | [ 10 ] |
| 13   | As It Was                       | ハリー・スタイルズ                          | 2022    | [ 22 ] |
| 13   | Flowers                         | マイリー・サイラス                          | 2023    | [ 23 ] |
| 9    | Drivers License                 | オリヴィア・ロドリゴ                        | 2021    | [ 24 ] |
| 9    | Stay                            | ザ・キッド・ラロイ & ジャスティン・ビーバー | 2021    | [ 15 ] |
| 9    | ABCDEFU                         | ゲイル                                      | 2022    | [ 25 ] |
| 9    | Seven                           | ジョングク feat. ラトー                     | 2023    | [ 26 ] |
| 8    | Dynamite                        | BTS                                         | 2020–21 | [ 27 ] |
| 8    | Unholy                          | サム・スミス & キム・ペトラス               | 2022    | [ 28 ] |
| 8    | Beautiful Things                | ベンソン・ブーン                            | 2024    | [ 19 ] |
| 8    | Espresso                        | サブリナ・カーペンター                      | 2024    | [ 29 ] |
| 8    | Ordinary                        | アレックス・ウォーレン                      | 2025    | [ 16 ] |

## アーティストの記録

### 1位獲得曲数 (Global 200)
| 曲数 | アーティスト             | 出典   |
| ---- | ------------------------ | ------ |
| 7    | BTS                      | [ 30 ] |
| 5    | テイラー・スウィフト     | [ 31 ] |
| 5    | バッド・バニー           | [ 32 ] |
| 4    | アリアナ・グランデ       | [ 33 ] |
| 3    | オリヴィア・ロドリゴ     | [ 34 ] |
| 3    | ドレイク                 | [ 35 ] |
| 3    | ジョングク               | [ 36 ] |
| 3    | BLACKPINK                | [ 37 ] |
| 2    | ジャスティン・ビーバー   | [ 38 ] |
| 2    | ジャック・ハーロウ       | [ 39 ] |
| 2    | メーガン・ザ・スタリオン | [ 40 ] |
| 2    | ケンドリック・ラマー     | [ 41 ] |
| 2    | ポスト・マローン         | [ 42 ] |
| 2    | サブリナ・カーペンター   | [ 43 ] |
| 2    | ロゼ                     | [ 44 ] |
| 2    | ブルーノ・マーズ         | [ 44 ] |

### 1位獲得週数 (Global 200)
| 週数 | アーティスト           |
| ---- | ---------------------- |
| 30   | ブルーノ・マーズ       |
| 19   | マライア・キャリー     |
| 18   | レディー・ガガ         |
| 16   | オリヴィア・ロドリゴ   |
| 15   | ハリー・スタイルズ     |
| 13   | ジャスティン・ビーバー |
| 13   | マイリー・サイラス     |
| 13   | ロゼ                   |
| 11   | ザ・キッド・ラロイ     |
| 11   | BTS                    |

### 1位獲得曲数 (Global Excl. U.S.)
| 曲数 | アーティスト           | 出典   |
| ---- | ---------------------- | ------ |
| 7    | BTS                    | [ 30 ] |
| 4    | BLACKPINK              | [ 45 ] |
| 3    | バッド・バニー         | [ 46 ] |
| 3    | ジョングク             | [ 36 ] |
| 3    | アリアナ・グランデ     | [ 47 ] |
| 3    | テイラー・スウィフト   | [ 31 ] |
| 2    | ジャスティン・ビーバー | [ 48 ] |
| 2    | ビザラップ             | [ 49 ] |
| 2    | オリヴィア・ロドリゴ   | [ 47 ] |
| 2    | サブリナ・カーペンター | [ 43 ] |
| 2    | ロゼ                   | [ 44 ] |
| 2    | ブルーノ・マーズ       | [ 44 ] |

### 1位獲得週数 (Global Excl. U.S.)
| 週数 | アーティスト           |
| ---- | ---------------------- |
| 36   | ブルーノ・マーズ       |
| 20   | ロゼ                   |
| 18   | BTS                    |
| 17   | レディー・ガガ         |
| 14   | ジャスティン・ビーバー |
| 14   | マライア・キャリー     |
| 13   | ハリー・スタイルズ     |
| 13   | マイリー・サイラス     |
| 12   | ジョングク             |
| 10   | オリヴィア・ロドリゴ   |

## 日本人アーティストのランクイン
初回チャート（2020年9月19日付）の“Global 200”にはYOASOBIの「夜に駆ける」（80位）、米津玄師の「感電」（110位）など5アーティスト、計6曲がランクインした。同“Global Excl. U.S.”にはYOASOBIの「夜に駆ける」（37位）、米津玄師の「感電」（46位）など9アーティスト、計12曲がランクインした。
“Global 200”では、Jojiの「グリンプス・オブ・アス」が2022年7月2日付で2位を記録した。“Global Excl. U.S.”では、YOASOBIの「アイドル」が2023年6月10日付で日本語の楽曲として史上初めて1位を記録した。その後、同年7月1日・8日付でも1位を記録し、通算3週1位を獲得した。

### トップ10獲得曲 (Global 200)
| 最高位日付 | 曲                   | アーティスト          | 最高位 | トップ10週数 | 出典          |
| ---------- | -------------------- | --------------------- | ------ | ------------ | ------------- |
| 2020.10.31 | Homura               | LiSA                  | 8      | 1            | [ 57 ]        |
| 2022.07.02 | Glimpse of Us        | Joji                  | 2      | 8            | [ 58 ] [ 59 ] |
| 2023.07.01 | Idol                 | YOASOBI               | 7      | 11           | [ 60 ] [ 61 ] |
| 2024.03.23 | Bling-Bang-Bang-Born | Creepy Nuts           | 8      | 2            | [ 62 ]        |
| 2024.04.20 | Magnetic             | ILLIT（モカ、イロハ） | 6      | 3            | [ 63 ] [ 64 ] |
| 2024.11.09 | Whiplash             | aespa（ジゼル）       | 8      | 1            | [ 65 ]        |
| 2025.07.12 | Dirty Work           | aespa（ジゼル）       | 5      | 1            | [ 66 ]        |

### トップ10獲得曲 (Global Excl. U.S.)
| 最高位日付 | 曲                   | アーティスト                  | 最高位 | トップ10週数 | 出典          |
| ---------- | -------------------- | ----------------------------- | ------ | ------------ | ------------- |
| 2020.10.31 | Homura               | LiSA                          | 2      | 5            | [ 67 ] [ 68 ] |
| 2021.01.30 | Yoru Ni Kakeru       | YOASOBI                       | 6      | 3            | [ 69 ] [ 70 ] |
| 2021.10.16 | The Feels            | TWICE（ミナ、サナ、モモ）     | 10     | 1            | [ 71 ]        |
| 2022.04.23 | Love Dive            | IVE（レイ）                   | 10     | 1            | [ 72 ]        |
| 2022.07.02 | Glimpse of Us        | Joji                          | 2      | 8            | [ 73 ] [ 74 ] |
| 2022.08.27 | New Genesis          | Ado                           | 8      | 2            | [ 75 ]        |
| 2022.09.10 | After Like           | IVE（レイ）                   | 9      | 1            | [ 76 ]        |
| 2022.09.10 | Talk That Talk       | TWICE（ミナ、サナ、モモ）     | 10     | 1            | [ 76 ]        |
| 2022.10.29 | Kick Back            | 米津玄師                      | 4      | 1            | [ 77 ]        |
| 2022.11.12 | Just Dance!          | Travis Japan                  | 5      | 1            | [ 78 ]        |
| 2022.11.26 | Subtitle             | Official髭男dism              | 10     | 1            | [ 79 ]        |
| 2023.06.10 | Idol                 | YOASOBI                       | 1      | 15           | [ 80 ] [ 81 ] |
| 2023.09.16 | Specialz             | King Gnu                      | 8      | 1            | [ 82 ]        |
| 2024.01.20 | Perfect Night        | LE SSERAFIM（サクラ、カズハ） | 8      | 2            | [ 83 ] [ 84 ] |
| 2024.02.17 | Bling-Bang-Bang-Born | Creepy Nuts                   | 2      | 11           | [ 85 ] [ 86 ] |
| 2024.03.09 | Easy                 | LE SSERAFIM（サクラ、カズハ） | 6      | 2            | [ 87 ]        |
| 2024.04.13 | Magnetic             | ILLIT（モカ、イロハ）         | 2      | 6            | [ 88 ] [ 89 ] |
| 2024.06.08 | Supernova            | aespa（ジゼル）               | 6      | 3            | [ 90 ] [ 91 ] |
| 2024.11.09 | Whiplash             | aespa（ジゼル）               | 5      | 4            | [ 92 ] [ 93 ] |
| 2025.07.12 | Dirty Work           | aespa（ジゼル）               | 2      | 1            | [ 94 ]        |